# George Charles Boulevard
George Charles Boulevard es una localidad de Santa Lucía, que forma parte del distrito de Castries.